# Galvanski elementi
Galvanski elementi ili galvanski članci su primarni električni članci ili neobnovljivi izvor električne struje u kojima se, za razliku od sekundarnih članaka (akumulatora), kemijska energija nepovratno pretvara u električnu. Prvi galvanski članak konstruirao je 1800. Alessandro Volta na temelju opažanja Luigija Galvanija o električnim pojavama pri dodiru metala i tkiva (žabljih krakova). Galvanski članak sastoji se od dviju elektroda od različitih metalnih vodiča, koje su u dodiru s elektrolitom, te od depolarizatora kojim se sprječava ili odgađa polarizacija (nepoželjna kemijska promjena na elektrodama). Pojedine su se vrste galvanskih članaka nazivale prema izumiteljima, a najznačajniji su u 19. stoljeću bili Voltin, Daniellov, te osobito Leclanchéov članak, od kojega su se razvili suvremeni članci, obično proizvedeni kao slogovi nazvani električnim baterijama.
Najobičniji kemijski izvor struje je Voltin članak koji se sastoji od dva štapa, bakrenog i cinčanog, uronjenog u vodu, zakiseljenu sumpornom kiselinom. Ovakav članak proizvodi električnu struju, pa mu električni napon iznosi oko 1 volt (V). Zbog elektrolitske disocijacije rastavlja se elektrolit, to jest zakiseljena voda, na vodik i kisik. Čestice vodika imaju pozitivan električni naboj, a čestice kisika negativan. Kako cink privlači negativne čestice, to jest kisik, a bakar pozitivne čestice, to jest vodik, bakrena elektroda postaje pozitivna, a cinčana negativna. Ovi raznovrsni električni naboji nastoje da se izjednače, a posljedica toga je električni napon. Takva kombinacija koja se sastoji od dva različita metala između kojih se nalazi elektrolit zove se galvanski članak ili galvanski element.
Kao elektrolit može poslužiti bilo koja kiselina, baza (lužina) ili otopina soli. Električni napon galvanskih članaka ovisi o vrsti elektrode i gustoći elektrolita. Veličina elektroda nema nikakav utjecaj na veličinu napona galvanskih članaka. Male ili velike elektrode daju u istom elektrolitu jednaki napon. Nekad su galvanski članci bili glavni izvor električne struje, dok se danas upotrebljavaju samo za dobivanje slabih struja, na primjer za džepne baterije, baterijske radio aparate, mobitele i tako dalje. Nekada se najviše upotrebljavao Leclanchéov članak koji za jednu elektrodu ima štap od ugljena koji se nalazi u vrečici sa smjesom ugljene prašine i manganova dioksida. Druga elektroda je štap od cinka, a elektrolit je vodena otopina salmijaka (amonijev klorid ili NH4Cl). Taj se članak upotrebljava za džepnu bateriju tako da se jedna elektroda izradi od cinčanog valjčića. Obično se po 3 članka spajaju u seriju.

## Opis rada
Ako dvije ploče različitih metala velike čistoće, na primjer cink za negativnu ploču i bakar, platina ili ugljen za pozitivnu ploču, uronimo u razrijeđenu sumpornu kiselinu (elektrolit), a za međusobno spajanje gornjeg dijela ploča koristimo električni vodič, između ploča će poteći istosmjerna struja. Pločice metala se ne smiju dodirivati. Kao nusproizvod kemijske reakcije, na ploči bakra će se pojaviti vodik u obliku mjehurića, a cinkova ploča će se trošiti. Tok struje bit će s bakrene ploče (anoda), prema ploči cinka (katoda) kroz električni vodič i s cinka prema bakru kroz razrijeđenu sumpornu kiselinu. Ako prekinemo tok struje kroz vodič (prekinemo strujni krug), struja na člancima prestaje teći, ali se odmah i obnavlja ako strujni krug ponovo zatvorimo. Napon je prisutan i kada je strujni krug otvoren. Struju i napon možemo mjeriti tako da prije opisani strujni krug prekinemo i paralelno s pločama spojimo voltmetar i ampermetar. Na ampermetru ćemo primijetiti da tokom kemijske reakcije struja pada. To se dogadja zbog sve veće količine mjehurića vodika na bakrenoj ploči. Ako mjehuriće skinemo s ploče pomoću staklenog štapića, koji je otporan na kiselinu, a i izolator je, struja će opet narasti. Mjehurići vodika odvajaju bakrenu ploču od sumporne kiseline i smanjuju površinu dodira između njih. Ako koristimo različite kombinacije metala ili elektrolita, primijetit ćemo da se na pločama generiraju različiti naponi i povećava ili smanjuje trajnost galvanskog članka. Od takvih rudimentalnih članaka, razvila se se moderna baterija. Prva je baterija izrađena u laboratoriju u Univerzitetu u Paviji, Italija, koji je vodio Alessandro Giuseppe Antonio Anastasio Volta (Alessandro Volta). Poznata je kao voltin niz (stup ili efekt).

## Vrste galvanskih članaka

### Voltin članak
Voltin članak (1800.) sastoji se od dviju elektroda načinjenih od različitih metala (prvotno srebro i cink, poslije bakar i cink) uronjenih u razrijeđenu sumpornu kiselinu. Njegov je napon oko 1,1 V. Nedostatak mu je razmjerno brza oksidacija elektroda, a time i smanjenje napona i jakosti struje.

### Daniellov članak
Daniellov članak (1835.) bio je sličan Voltinu, ali elektrode nisu bile u istom elektrolitu (bakrena u otopini bakrova sulfata, cinkova u otopini cinkova sulfata ili u sumpornoj kiselini), a elektroliti odijeljeni poroznom membranom. Time je smanjena oksidacija elektroda i produženo trajanje članka. Zato je Daniellov članak bio prvi uporabljivi trajni izvor galvanske struje, pa se u polovini 19. stoljeća rabio za lučnu rasvjetu i električni telegraf.
Zn(s)+ CuSO4(aq) → ZnSO4(aq) + Cu(s)
Ionska jednakost se može napisati kao:
Zn + Cu2+ → Zn2+ + Cu
Očito je da cink oksidira ili otpušta elektrone:
Zn → Zn2+ + 2 e-
Za to vrijeme bakar reducira ili prima elektrone:
Cu2+ + 2 e- → Cu
Daljnja poboljšanja (viši napon, manji otpor, a time jača struja, dulje trajanje, jednostavnije održavanje, niža cijena) patentirana su pod nazivima Krügerov, Meidingerov, Callaudov, Groveov, Bunsenov, Leclanchéov, Poggendorffov članak i drugi. Takvi članci s tekućim elektrolitima rabili su se osobito na željeznici i u poštama za napajanje telegrafa, telefona i signalnih uređaja do prvih desetljeća 20. stoljeća, kada su ih sve, izuzev inačica Leclanchéova članka, postupno zamijenili akumulatori i ispravljači.

### Leclanchéov članak
Georges Leclanché je izumio Leclanchéov članak (1868.), koji je imao kao pozitivnu elektrodu ugljen u vrećici s manganovim dioksidom kao depolarizatorom, negativnu elektrodu od cinka, a kao elektrolit otopinu amonijeva klorida. Uporabom elektrolita u obliku paste, te cinčane posude kao negativne elektrode nastao je suhi Leclanchéov članak, napona 1,5 V, vrlo prikladan za uporabu. Inačice toga članka i danas se rabe za napajanje prijenosnih svjetiljki, radijskih prijamnika, fotoaparata i drugih elektroničkih uređaja. Naponi njihovih baterija višekratnici su napona od 1,5 V (na primjer 3 V, 4,5 V, 9 V).

### Westonov članak
Edward Weston je napravio Westonov članak (1893.), koji ima, uz određene uvjete, vrlo točan i stalan napon, pa služi kao naponska norma (etalon) i naziva se normalnim člankom. Pozitivna je elektroda živa prekrivena živinim sulfatom kao depolarizatorom, negativna je elektroda kadmijev amalgam prekriven kadmijevim sulfatom, elektrolit je vodena otopina kadmijeva sulfata, a spoj s elektrodama ostvaren je utaljenim platinskim žicama. Westonov članak sa zasićenim elektrolitom ima, uz temperaturu od 20 °C i male struje, stalan napon od 1,01862 V, s odstupanjem između pojedinih članaka od samo oko 30 μV.

### Srebrnooksidni članak
Srebrnooksidni članak suvremena je inačica Leclanchéova članka, samo je pozitivna elektroda od srebrnog oksida, a elektrolit je kalijeva ili natrijeva lužina. Napon mu je 1,55 V, uz dugo trajanje. Izrađuje se obično u obliku niskih valjaka (odakle mu razgovorni naziv gumb-baterija) pa se rabi za napajanje manjih uređaja (ručni satovi, kalkulatori i sl.).

### Litijski članak
Litijski članak suvremeni je, dugotrajni galvanski članak. Pozitivna elektroda može biti oksid mangana, bakra ili kroma, srebrni kromat, tionil-klorid, litijev jodid, metalni sulfidi i drugo, negativna je elektroda od litija, a elektrolit treba biti bezvodan, na primjer sumporov dioksid u acetonitrilu. Naponi su litijskih članaka od 1,5 do 3,7 V, članci mogu davati prilično jake struje, trajnost im je i do deset godina, ali su skupi. Rabe se za dugotrajno i pouzdano napajanje prijenosnih elektroničkih uređaja kao što su srčani stimulatori i sigurnosni uređaji. Litijski članak valja razlikovati od litijsko-ionskih baterija i litijsko-sumpornih članaka, koji služe kao sekundarni električni članci (akumulator).

## Spajanje galvanskih članaka odnosno akumulatora
Često je potrebno u strujnom krugu imati određeni električni napon ili određenu jakost električne struje. To postižemo spajanjem pojedinih članaka koje može biti serijsko ili paralelno. 
U serijskom spajanju galvanskih članaka pozitivan pol jednog članka veže se s negativnim polom drugoga. Spojimo li n jednakih članaka u seriju, gdje je U električni napon, Ru unutarnji električni otpor svakog članka, te Rv vanjski otpor strujnog kruga, jakost električne struje je:
{\displaystyle I={\frac {n\cdot U}{n\cdot R_{u}+R_{v}}}}
Ako je Rv vrlo malen prema n∙Ru, to jest ako se otpor u vanjskom dijelu strujnog kruga može zanemariti prema unutarnjem otporu baterije, onda je:
{\displaystyle I={\frac {U}{R_{u}}}}
to jest jakost električne struje baterije jednaka je kao kod jednog članka.
Ako je Rv vrlo veliko prema unutarnjem otporu baterije, tako da se n∙Ru može zanemariti, onda je:
{\displaystyle I={\frac {n\cdot U}{R_{v}}}}
Električna struja je u tom slučaju n puta veća od struje pojedinog članka. Galvanski članci spajaju se u seriju kada je velik vanjski električni otpor.
Kod paralelnog spajanja galvanskih članaka svi se negativni polovi od više članaka spoje zajedno i svi se pozitivni spoje zajedno. Pri tom je kao da smo načinili jedan članak čije su elektrode n puta veće od svakog pojedinog članka. Električni napon takve baterije jednak je naponu pojedinog članka, ali je njezin unutarnji otpor toliko puta manji od otpora pojedinog članka koliko ima članaka u spoju. Stoga je:
{\displaystyle I={\frac {U}{{\frac {R_{u}}{n}}+R_{v}}}={\frac {n\cdot U}{R_{u}+n\cdot R_{v}}}}
Ako je Ru vrlo malen prema n∙Rv tako da se može zanemariti, onda je:
{\displaystyle I={\frac {U}{R_{v}}}}
to jest jakost električne struje gotovo je jednaka kao kod pojedinog članka. 
Ako je n∙Rv vrlo maleno prema Ru onda je:
{\displaystyle I={\frac {n\cdot U}{R_{u}}}}
te je jakost električne struje n puta veća od jakosti struje jednog članka.
Paralelni spoj se upotrebljava ako je mali vanjski električni otpor. Paralelno se mogu spajati samo članci s jednakim električnim naponom.